# Bruno Brunod
Bruno Brunod (pron. fr. AFI: [bʁyno]) (Aosta, 10 novembre 1962) è un fondista di corsa in montagna italiano.

## Biografia
Durante il servizio militare inizia la sua esperienza nel ciclismo e grazie alle sue doti di scalatore raggiunge presto l'agonismo gareggiando in squadra con Claudio Chiappucci. Non contento dell'ambiente, abbandona il mondo delle due ruote ed inizia a correre in montagna.
Oltre alla vittoria di numerose gare riesce ad ottenere record di salita e discesa su varie montagne in tutto il mondo.
Nel 2005 tenta il record di salita dell'Everest con il progetto Everest Vitesse 2005, ma dovrà abbandonare dopo circa 16 ore di scalata, nei pressi del campo 3 avanzato a circa 8.200 metri di quota.
Nel 2012 ha scritto la prefazione del libro Perseverare è umano di Pietro Trabucchi.
Dopo un periodo di stop durato circa sette anni, nel 2013 è tornato a gareggiare.

## Palmarès
- Ha detenuto per 18 anni, dal 1995 al 2013, il record di salita e discesa del Cervino da Breuil-Cervinia in 3 ore e 14 minuti.[6] Il 21 agosto 2013 il record è stato quindi migliorato di 22 minuti da Kílian Jornet Burgada con il tempo di 2 ore, 52 minuti e 2 secondi.[7][8]
- Campione del mondo di Skyrunning negli anni 1996, 1998.[9]
- Record di salita e discesa del Monte Rosa da Gressoney-La-Trinité in 4 ore e 45 minuti[6]
- Record di salita e discesa del Aconcagua in 5 ore e 57 minuti[6]
- Record di salita del Kilimanjaro lungo la via Marangu Rout in 5 ore e 38 minuti[6]. Il record è stato quindi migliorato nel 2010 da Kilian Jornet Burgada con il tempo di 5 ore, 23 minuti e 50 secondi (7 ore e 14 minuti totali per la salita e la discesa).[10]
- Record di salita del Monte Elbert in 1 ore e 54 minuti[6]
- 3 edizioni della Becca di Nona skyrace: 2002 - 2003 - 2004[11]
- 36º assoluto al Tor des Géants 2013[12]
- 2º assoluto alla prima e unica edizione del 4K Alpine Endurance Trail della Valle d'Aosta 2016